# Lecanicillium fungicola
Lecanicillium fungicola är en svampart. Lecanicillium fungicola ingår i släktet Lecanicillium och familjen Cordycipitaceae.

## Underarter
Arten delas in i följande underarter:
- aleophilum
- fungicola